# Lijst van gouverneurs van Stockholms län
Dit is een lijst van gouverneurs van de Stockholms län in Zweden. Stockholms län werd voor het eerst in 1641 van Upplands län afgescheiden en dat gebeurde definitief in 1714. De stad Stockholm met eigen gouverneurs was tot 1967 geen deel van het län, van de provincie, vormde een eigen bestuur op provincieniveau en werd pas in 1967 bij de provincie gevoegd. Het Zweeds voor gouverneur is landshövding.

## Gouverneurs

### Eerste periode
- Ture Oxenstierna af Eka och Lindö 1641–1645
- Axel Natt och Dag 1645–1647
- Bengt Skytte af Duderhof 1647–1649
- Svante Larsson Sparre 1649–1651
- Lars Claesson Fleming af Liebelitz 1652–1654

### Tweede periode
- Ture Stensson Bielke 1714–1717
- Axel Claesson Banér 1718
- Olof Törnflycht 1719–1727
- Frans Joachim Ehrenstrahl 1727–1733
- Gustaf Palmfelt 1733–1737
- Otto Magnus Wolffelt 1737–1743
- Teodor Ankarcrona 1743–1750
- Adolf Mörner af Morlanda 1750–1751
- Carl C:son Broman 1751–1762
- Carl Fredrik Nordenstam 1762–1768
- Carl Gustaf von Liewen 1768–1770
- Jacob Johan Gyllenborg 1770–1778
- Samuel af Ugglas 1788–1802
- Per Evert Georgii 1802–1808
- Erik Adolf af Schenbom 1808–1810

### Na samenvoeging met de stad
- Allan Nordenstam 1968–1971
- Hjalmar Mehr 1971–1977
- Gunnar Helén 1977–1984
- Lennart Sandgren 1985–1991
- Ulf Adelsohn 1992–2001
- Mats Hellström 2002–2006
- Per Unckel 2007–2011
- Katarina Kämpe, waarnemend 2011–2012
- Chris Heister 2012–2017
- Åsa Ryding, waarnemend 2017–2018
- Sven-Erik Österberg sinds 2018

Blekinge län · Dalarnas län · Gävleborgs län · Gotlands län · Hallands län · Jämtlands län · Jönköpings län · Kalmar län · Kronobergs län · Norrbottens län · Örebro län · Östergötlands län · Skåne län · Södermanlands län · Stockholms län · Uppsala län · Värmlands län · Västerbottens län · Västernorrlands län · Västmanlands län · Västra Götalands län